# Lo show dei Banana Splits
Lo show dei Banana Splits (The Banana Splits) è un programma televisivo statunitense del 1968, creato da Hanna-Barbera..
La serie presentava sia scene dal vero che segmenti a cartoni animati ed è stata la prima nella quale la Hanna-Barbera mischiò live action e animazione. Il programma durava un'ora ed era incentrato sul gruppo dei Banana Splits, una rock band composta da quattro personaggi: Fleegle (chitarra, voce), Bingo (batteria, voce), Drooper (basso, voce) e Snorky (tastiere, effetti).
La serie è stata trasmessa per la prima volta negli Stati Uniti su NBC dal 7 settembre 1968 al 5 settembre 1970 e conta un totale di 36 episodi ripartiti su due stagioni. In Italia è stata trasmessa dal 10 aprile 1980 su Ciao Ciao.
La serie ha avuto una nuova edizione nel 2008, prodotta dalla Warner Bros. e trasmessa sul canale Cartoon Network.
Nel 2019 ci fu l'adattamento film horror intitolato The Banana Splits Movie, uscito in DVD e Blu-ray e trasmesso nel canale televisivo statunitense Syfy.

## Personaggi
- Swingo (in originale: Fleegle), interpretato da Jeff Winkless, voce originale di Paul Winchell. Un cane antropomorfo leader e chitarrista del gruppo;
- Bingo, interpretato da Terence H. Winkless, voce originale di Daws Butler. Un gorilla batterista, interlocutore degli indovinelli di Swingo;
- Drooper, interpretato da Anne W. Withrow, voce originale di Allan Melvin. Un leone chitarrista, protagonista della rubrica Caro Drooper;
- Snorky, interpretato da James Dove. Un elefante tastierista, che si esprimeva con suoni inintelligibili al pubblico ma perfettamente comprensibili dagli altri personaggi.

## Produzione e trasmissione
La serie è stata prodotta dalla Hanna-Barbera ed è costituita da 31 episodi trasmessi dalla NBC il sabato mattina dal 7 settembre 1968 al 5 settembre 1970. I costumi e le scenografie sono stati disegnati da Sid e Marty Krofft e lo sponsor della serie era Kellogg's Cereals. La prima serie in DVD è disponibile dal 21 settembre 2009 per il mercato europeo in un cofanetto composto da 6 dischi per una durata complessiva di 18 ore. L'unica lingua disponibile sui DVD è però l'originale inglese.
William Hanna e Joseph Barbera, incaricarono Sid e Marty Krofft di disegnare costumi per uno show televisivo,  The Banana Splits Adventure Hour,  che avrebbe contenuto segmenti a cartoni animati e altri dal vivo, presentato da un gruppo di personaggi antropomorfi che avrebbero costituito una banda musicale di bubblegum rock. Il programma venne presentato in anteprima dalla NBC il 7 settembre 1968. I fratelli Krofft realizzarono poi la serie animata H.R. Pufnstuf, che venne inserita nello speciale presentato sempre dai Banana Splits il 30 agosto 1969.
All'interno del programma vennero inserite la serie dal vivo L'isola della morte insieme ad altre serie a cartoni animati come I cavalieri d'Arabia e I tre moschettieri. Nella seconda stagione, i segmenti de I tre moschettieri sono stati sostituiti con le repliche de Gli orsi hippy, un segmento cartoon che è apparso in La formica atomica (1965-1968).
Ogni singolo segmento che costituiva l'intera serie veniva presentato durante la riunione del Banana Splits Club alle quali partecipavano tutti i membri della band.
Per la prima stagione, alcuni segmenti dal vivo - in particolare quelli utilizzati durante i segmenti musicali - erano girati in un parco dei divertimenti nel Texas, Six Flags Over Texas. Per la seconda stagione le riprese si effettuarono al parco divertimenti di Coney Island a Cincinnati, Ohio. Nella serie compariva anche un gruppo di ragazzine, The Sour Grapes Bunch, che però non parlava mai durante lo show anche se interagivano con i Banana Splits.
Questa serie di Hanna-Barbera è stata anche una delle prime serie di cartoni animati del sabato mattina ad utilizzare le risate fuori campo.

## Colonna sonora
Delle loro canzoni, quella che sicuramente ha avuto più successo in assoluto è The Tra La La Song (One Banana, Two Banana), scritta da Mark Barkan e Ritchie Adams, il cui ritornello è notoriamente usato in diversi ambiti, tra cui i cori da stadio.